# ストリートクライ
ストリートクライ(Street Cry)とは、アイルランド生産、アメリカ合衆国・アラブ首長国連邦調教の競走馬、種牡馬。主な勝ち鞍に2002年のドバイワールドカップ、スティーブンフォスターハンデキャップなど。

## 経歴
- 特記事項なき場合、本節の出典はEQIBASE[1]、Racing Post[3]

2000年7月16日、ハリウッドパーク競馬場でのメイドン競走でデビューし、2着。2戦目で勝ち上がり、デルマーフューチュリティとノーフォークステークスに出走していずれも2着、次走のブリーダーズカップ・ジュヴェナイルはマッチョウノの3着に終わった。このあと休養に入り、その間にサイード・ビン・スルール厩舎に移籍する。
移籍初戦、2001年3月1日のUAE2000ギニーを制するも、続くUAEダービーでは2着。次走に予定していたケンタッキーダービーの直前に球節を故障し、休養に入った。10月にG3競走ディスカバリーハンデキャップで復帰して2着ののちは、再び休養に入る。2002年に入り、初戦のG2マクトゥームチャレンジラウンド3では2着ステートシントーに8馬身半差をつけて勝ち上がると、続くドバイワールドカップも勝ってG1競走初制覇を果たした。6月にはスティーブンフォスターハンデキャップを制してG1競走2勝目を挙げたが、続くホイットニーハンデキャップで2着となった後、再び球節を傷めて秋の目標としていたブリーダーズカップ・クラシックを断念してそのまま引退し、種牡馬入りとなった。

## 競走成績
以下の内容は、EQIBASE、Racing Postの情報および記載法に基づく。
| 出走日     | 競馬場             | 競走名                             | 格 | 距離（馬場） | 頭数 | 枠番 (PP) (Draw) | 馬番 (Pgm) (horse No.) | 着順 | 騎手          | 斤量（lb./kg換算） | タイム  | 着差         | 勝ち馬/（2着）馬 |
| ---------- | ------------------ | ---------------------------------- | -- | ------------ | ---- | ---------------- | ---------------------- | ---- | ------------- | ------------------ | ------- | ------------ | ---------------- |
| 2000.07.16 | ハリウッドパーク   | メイドン競走                       |    | ダ5.5f（Fs） | 10   | 4                | 5                      | 2着  | D. フローレス | 118/53.5           |         | （1馬身）    | Divine Spirit    |
| 0000.08.19 | デルマー           | メイドン競走                       |    | ダ6.5f（Fs） | 10   | 5                | 6                      | 1着  | D. フローレス | 118/53.5           | 1:16.84 | 7馬身        | （Dotage）       |
| 0000.09.13 | デルマー           | デルマーフューチュリティ           | G2 | ダ7f（Fs）   | 8    | 3                | 4                      | 2着  | D. フローレス | 116/52.5           |         | （アタマ）   | Flame Thrower    |
| 0000.10.07 | サンタアニタ       | ノーフォークS                      | G2 | ダ8f（Fs）   | 8    | 6                | 1A                     | 2着  | D. フローレス | 118/53.5           |         | （クビ）     | Flame Thrower    |
| 0000.11.04 | チャーチルダウンズ | ブリーダーズカップ・ジュヴェナイル | G1 | ダ8.5f（Fs） | 14   | 9                | 9                      | 3着  | D. フローレス | 122/55.5           |         | （1馬身1/2） | Macho Uno        |
| 2001.03.01 | ナドアルシバ       | UAE2000ギニー                      |    | ダ1m（Fs）   | 8    | 7                | 8                      | 1着  | L. デットーリ | 118/53.5           | 1:35.14 | 2馬身        | （Noverre）      |
| 0000.03.24 | ナドアルシバ       | UAEダービー                        | G3 | ダ1m1f（Fs） | 14   | 6                | 13                     | 2着  | L. デットーリ | 122/55.5           |         | （短頭）     | Express Tour     |
| 0000.10.31 | アケダクト         | ディスカバリーH                    | G3 | ダ9f（Fs）   | 7    | 7                | 7                      | 2着  | D. フローレス | 118/53.5           |         | （1馬身）    | Evening Attire   |
| 2002.02.28 | ナドアルシバ       | マクトゥームチャレンジラウンド3    | G2 | ダ1m2f（Fs） | 7    | 6                |                        | 1着  | L. デットーリ | 128/58             | 2:01.25 | 8馬身1/2     | （State Shinto） |
| 0000.03.23 | ナドアルシバ       | ドバイワールドC                    | G1 | ダ1m2f（Fs） | 11   | 6                | 9                      | 1着  | J. ベイリー   | 126/57             | 2:01.18 | 4馬身1/4     | （Sei Mi）       |
| 0000.06.15 | チャーチルダウンズ | スティーブンフォスターH            | G1 | ダ9f（Fs）   | 8    | 4                | 4                      | 1着  | J. ベイリー   | 120/54.5           | 1:47.84 | 6馬身1/2     | （Dollar Bill）  |
| 0000.08.03 | サラトガ           | ホイットニーH                      | G1 | ダ9f（Fs）   | 6    | 6                | 6                      | 2着  | J. ベイリー   | 123/55.5           |         | （1馬身1/4） | Left Bank        |

- 馬場状態：Fs=Fast

## 引退後
2003年よりジョナベルファームで種牡馬として供用され、初年度産駒のストリートセンスが2006年のブリーダーズカップ・ジュヴェナイルを制してエクリプス賞最優秀2歳牡馬に選出される走りを見せ、新種牡馬ランキング、2歳馬ランキングでいずれも首位を獲得。翌年以降もストリートセンスがケンタッキーダービーに勝利したほか、ゼニヤッタやウィンクスといった馬を送り出し、ステークスウイナーの数は84頭、G1競走勝ち馬はそのうちの17頭を数えた。
2014年9月、シャトル先のダーレー・オーストラリアで原因不明の神経性疾患で種付けができない状態に陥っていることが明らかとなり、合併症を併発して9月16日に安楽死処分になった。

### 主な産駒
G1級競走優勝馬のみ記載
- 2004年産
  - Majestic Roi（サンチャリオットステークス）[9]
  - Street Boss（トリプルベンドインビテーショナルハンデキャップ、ビングクロスビーハンデキャップ）[10]
  - Street Sense/*ストリートセンス （ブリーダーズカップ・ジュヴェナイル、ケンタッキーダービー、トラヴァーズステークス）[11]
  - Zenyatta（ブリーダーズカップ・クラシック、ブリーダーズカップ・レディースクラシック、アップルブロッサムハンデキャップ2回、レディーズシークレットステークス3回、ヴァニティーインビテーショナルハンデキャップ3回、クレメント・L・ハーシュステークス2回、サンタマルガリータインビテーショナルハンデキャップ）[12]
- 2005年産
  - Cry and Catch Me （オークリーフステークス）[13]
  - Seventh Street（アップルブロッサムハンデキャップ、ゴーフォーワンドハンデキャップ）[14]
  - Shocking（メルボルンカップ）[15]
  - Tomcito（ダービーナシオナル、リカルドオルティスデゼバリョース大賞）[16]
  - Victory's Cry（シューメイカーブリーダーズカップマイルステークス）[17]
  - Whobegotyou（コーフィールドギニー、コーフィールドステークス）[18]
- 2006年産
  - Here Comes Ben（フォアゴーステークス）[19]
  - Street Hero（ノーフォークステークス）[20]
- 2009年産
  - Lyric of Light（フィリーズマイル）[21]
- 2010年産
  - Long John（コーフィールドギニー）[22]
- 2011年産
  - New Year's Day/*ニューイヤーズデイ（ブリーダーズカップ・ジュヴェナイル）[23]
  - Winx（クイーンズランドオークス、エプソムハンデキャップ、コックスプレート4回、チッピングノートンステークス4回、ジョージライダーステークス4回、ドンカスターマイル、ジョージメインステークス3回、コーフィールドステークス、クイーンエリザベスステークス3回、ターンブルステークス2回、ウィンクスステークス3回）[24]
- 2012年産
  - Pride Of Dubai（ブルーダイヤモンドステークス、サイアーズプロデュースステークス）[25]
- 2013年産
  - Zulu Alpha（ペガサスワールドカップターフ）

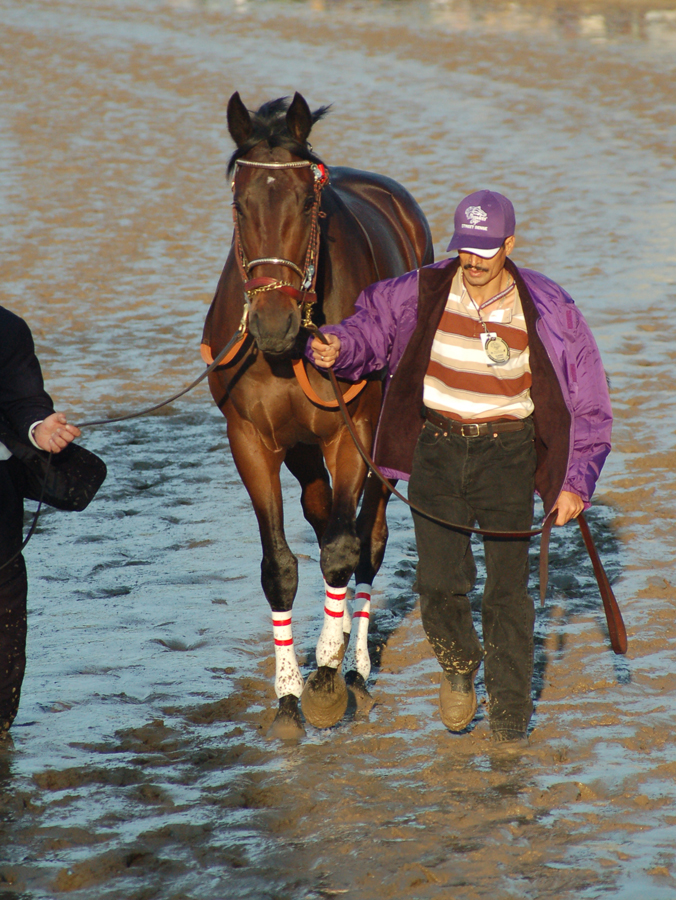
ストリートセンス（2004年産）
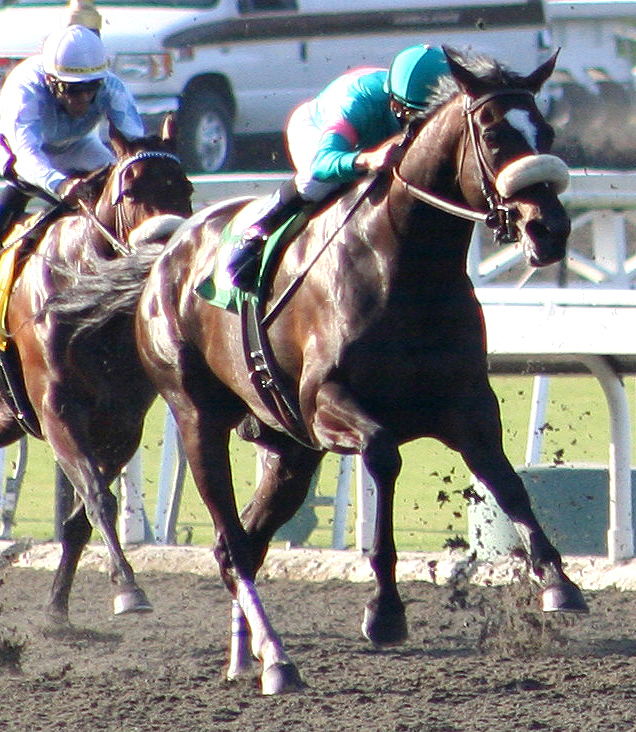
ゼニヤッタ（2004年産）
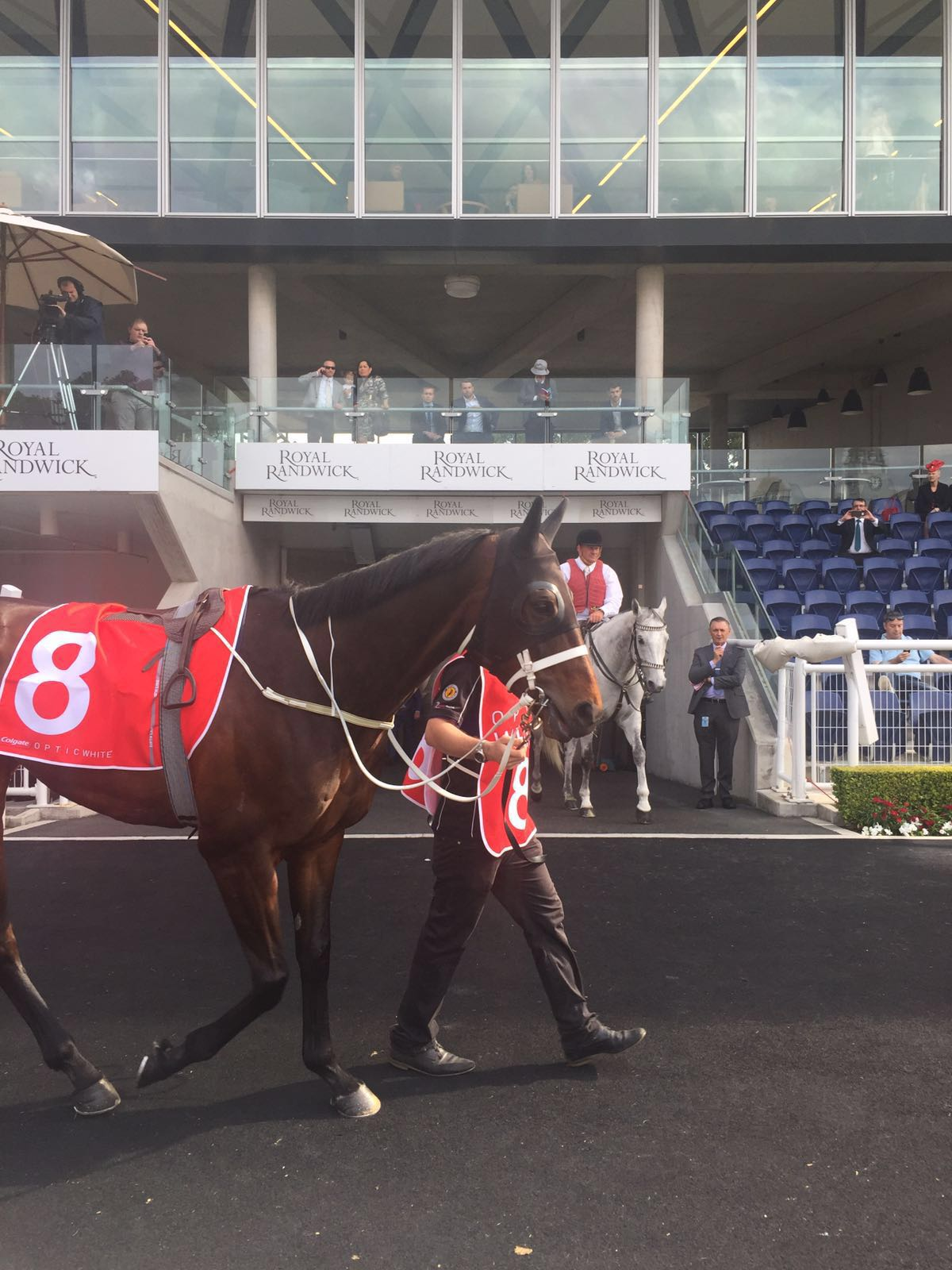
ウィンクス（2011年産）

### ブルードメアサイアーとしての主な産駒
- 2014年産
  - テリトーリアル（小倉大賞典）
- 2015年産
  - Salute The Soldier（マクトゥームチャレンジラウンド3 2回）
  - Cascadian（ドンカスターハンデキャップ、オールエイジドステークス、オーストラリアンカップ2回）
- 2016年産
  - Bell's the One（ダービーシティディスタフステークス）
  - トゥルボー（新潟ジャンプステークス、阪神ジャンプステークス）
- 2017年産
  - Domestic Spending（ハリウッドダービー、マンハッタンステークス、オールドフォレスター・ターフクラシックステークス）
- 2018年産
  - Rebel's Romance（ベルリン大賞2回、オイロパ賞2回、ブリーダーズカップ・ターフ2回、ドバイシーマクラシック、チャンピオンズ&チャターカップ、UAEダービー）
  - Romantic Warrior（クイーンエリザベス2世カップ3回、香港カップ3回、コックスプレート、香港ゴールドカップ、安田記念、ジェベルハッタ）
- 2019年産
  - Albahr（サマーステークス）
  - Daumier（ブルーダイヤモンドステークス）
  - Walk Of Stars（マクトゥームチャレンジ）
  - Tashi（タタソールズティアラ）
- 2020年産
  - Wet Paint（コーチングクラブアメリカンオークス）
  - Tom Kitten（スプリングチャンピオンステークス、ジ・オールスターマイル）
  - Measured Time（ジェベルハッタ、マンハッタンステークス）
  - Cylinder（ニューマーケットハンデキャップ）
- 2021年産
  - Just F Y I（フリゼットステークス、ブリーダーズカップ・ジュヴェナイルフィリーズ）
  - Broadsiding（シャンペンステークス、J.J.アトキンス、ゴールデンローズステークス、ローズヒルギニー）
  - Treasurethe Moment（VRCオークス、ヴァイナリースタッドステークス、オーストラリアンオークス）
- 2022年産
  - New Century（サマーステークス）

## 血統表
| ストリートクライの血統              | ストリートクライの血統                                                                        | ストリートクライの血統                                                                        | （血統表の出典）                                                                              | （血統表の出典） |
| 父系                                | ミスタープロスペクター系                                                                      | ミスタープロスペクター系                                                                      | ミスタープロスペクター系                                                                      | [ § 2 ]          |
| 父 Machiavellian 1987 鹿毛 アメリカ | 父の父Mr. Prospector 1970 鹿毛 アメリカ                                                       | Raise a Native                                                                                | Native Dancer                                                                                 | Native Dancer    |
| 父 Machiavellian 1987 鹿毛 アメリカ | 父の父Mr. Prospector 1970 鹿毛 アメリカ                                                       | Raise a Native                                                                                | Raise You                                                                                     |                  |
| 父 Machiavellian 1987 鹿毛 アメリカ | 父の父Mr. Prospector 1970 鹿毛 アメリカ                                                       | Gold Digger                                                                                   | Nashua                                                                                        | Nashua           |
| 父 Machiavellian 1987 鹿毛 アメリカ | 父の父Mr. Prospector 1970 鹿毛 アメリカ                                                       | Gold Digger                                                                                   | Sequence                                                                                      |                  |
| 父 Machiavellian 1987 鹿毛 アメリカ | 父の母Coup de Folie 1982 黒鹿毛 アメリカ                                                      | Halo                                                                                          | Hail to Reason                                                                                | Hail to Reason   |
| 父 Machiavellian 1987 鹿毛 アメリカ | 父の母Coup de Folie 1982 黒鹿毛 アメリカ                                                      | Halo                                                                                          | Cosmah                                                                                        |                  |
| 父 Machiavellian 1987 鹿毛 アメリカ | 父の母Coup de Folie 1982 黒鹿毛 アメリカ                                                      | Raise and Standard                                                                            | Hoist the Flag                                                                                | Hoist the Flag   |
| 父 Machiavellian 1987 鹿毛 アメリカ | 父の母Coup de Folie 1982 黒鹿毛 アメリカ                                                      | Raise and Standard                                                                            | Natalma                                                                                       |                  |
| 母 Helen Street 1982 鹿毛 イギリス  | 母の父Troy 1976 鹿毛 イギリス                                                                 | Petingo                                                                                       | Petition                                                                                      | Petition         |
| 母 Helen Street 1982 鹿毛 イギリス  | 母の父Troy 1976 鹿毛 イギリス                                                                 | Petingo                                                                                       | Alcazar                                                                                       |                  |
| 母 Helen Street 1982 鹿毛 イギリス  | 母の父Troy 1976 鹿毛 イギリス                                                                 | La Milo                                                                                       | Hornbeam                                                                                      | Hornbeam         |
| 母 Helen Street 1982 鹿毛 イギリス  | 母の父Troy 1976 鹿毛 イギリス                                                                 | La Milo                                                                                       | Pin Prick                                                                                     |                  |
| 母 Helen Street 1982 鹿毛 イギリス  | 母の母Waterway 1976 栗毛 フランス                                                             | Riverman                                                                                      | Never Bend                                                                                    | Never Bend       |
| 母 Helen Street 1982 鹿毛 イギリス  | 母の母Waterway 1976 栗毛 フランス                                                             | Riverman                                                                                      | River Lady                                                                                    |                  |
| 母 Helen Street 1982 鹿毛 イギリス  | 母の母Waterway 1976 栗毛 フランス                                                             | Boulevard                                                                                     | Pall Mall                                                                                     | Pall Mall        |
| 母 Helen Street 1982 鹿毛 イギリス  | 母の母Waterway 1976 栗毛 フランス                                                             | Boulevard                                                                                     | Costa Sola                                                                                    |                  |
| 母系(F-No.)                         | (FN:1-l)                                                                                      | (FN:1-l)                                                                                      | (FN:1-l)                                                                                      | [ § 3 ]          |
| 5代内の近親交配                     | Nasrullah 5 × 5 = 6.25%、Native Dancer 4 ･ 5（父内） = 9.38%、Almahmoud 5 ･ 5（父内） = 6.25% | Nasrullah 5 × 5 = 6.25%、Native Dancer 4 ･ 5（父内） = 9.38%、Almahmoud 5 ･ 5（父内） = 6.25% | Nasrullah 5 × 5 = 6.25%、Native Dancer 4 ･ 5（父内） = 9.38%、Almahmoud 5 ･ 5（父内） = 6.25% | [ § 4 ]          |
| 出典                                | 1. 2. 3. 4.                                                                                   | 1. 2. 3. 4.                                                                                   | 1. 2. 3. 4.                                                                                   | 1. 2. 3. 4.      |

- 母Helen Streetは1985年のアイリッシュオークス優勝馬[4][28]。甥にシャマルダル[27]。